# 田中舘秀三
田中館 秀三（たなかだて ひでぞう、1884年（明治17年）6月11日 - 1951年（昭和26年）1月29日）は、日本の地質学者・火山学者。理学博士。

## 人物
岩手県二戸市出身。出生名は下斗米秀三。東京帝大を卒業した後に、血縁上は従兄（4親等）である田中舘愛橘（秀三は、愛橘の実弟である下斗米与八郎の三男）の婿養子となって田中館秀三を名乗り、愛橘の一人娘である美稲（血縁上は従姪〈5親等〉）を娶った。
第三高等学校（京都）を経て、1908年（明治41年）、東京帝国大学理科大学（現：東京大学大学院理学系研究科・理学部）地質学科を首席で卒業し、恩賜の銀時計を拝受した。翌年の1909年（明治42年）9月、満25歳の若さで、東北帝国大学農科大学水産学科（現：北海道大学大学院水産科学研究院・大学院水産科学院・水産学部）教授 兼 東北帝国大学農科大学（現： 東北大学大学院農学研究科・農学部）助教授に任じられ、高等官7等に叙された。
1910年（明治43年）からドイツ・イタリアに6年間留学。イタリア留学時に行ったヴェスヴィオ火山についての研究で知られる。昭和新山の命名者で、鹿児島県の昭和硫黄島の新島噴火を詳細に調査している。
北海道帝国大学、東北帝国大学、ナポリ大学で、火山学・湖沼学・経済地理学を講義。万国火山学会副会長。著書に「日本のカルデラ」「マリアナ・イタリアの火山」「東北地方の経済地理研究」など。
太平洋戦争（大東亜戦争）中に、北海道帝国大学理学部助教授 兼 東北帝国大学法文学部講師 であった田中は、日本の占領下にあったシンガポール（昭南島）にてシンガポール博物館長 と シンガポール植物園長 を務め、世界屈指の熱帯植物園であったシンガポール植物園の保護に尽力し、敵国のイギリスから「破格の国際感覚と行動力の持ち主」と称賛された。田中は、戦争中の1944年（昭和19年）に自ら『南方文化施設の接収』（時代社、1944年、国立国会図書館デジタルコレクション）を上梓し、詳細を書き残している。

## 著作

### 著書
- 『北海道火山湖研究概報』北海道庁、1915年12月。 NCID BN11869554。
- 『山東省ノ地質鉱山』青島守備軍民政部、1922年10月。 NCID BN15224029。全国書誌番号:43028229 全国書誌番号:62007081。
- 『十勝岳爆発概報 大正一五年六月二五日』田中館秀三、1926年6月。 NCID BA37179298。全国書誌番号:43046352。
- 『日本のカルデラ』岩波書店〈岩波講座地質学及び古生物学・礦物学及び岩石学 7（礦物・岩石 2）〉、1933年9月。 NCID BA30017447。全国書誌番号:60003201。
- 『東北地方市町村別人口密度表』斎藤報恩会〈学術研究報告 19〉、1934年11月。 NCID BA3014644X。全国書誌番号:47022792。
- 『東北地方の凶作に就て』東北帝国大学法文学部経済地理学研究室、1934年12月。 NCID BA50939953。全国書誌番号:44034805。
- 『ウラスカ火山の調査』南洋協会南洋群島支部編輯局、1937年1月。 NCID BB0573009X。
- 『湖沼学』地人書館〈地理学講座 第4回 地理学基礎論〉、1937年2月。 NCID BN1295180X。全国書誌番号:73021511。
- 『海洋学』地人書館〈地理学講座 第7回 地理学基礎論〉、1937年5月。 NCID BN1593254X。全国書誌番号:73021511。
- 『市町村名の読方及び市町村面積人口密度表』日本書房、1937年11月。 NCID BA44409649。全国書誌番号:46055548。
- 『日本ノ人口 本州ニ於ケル農村ノ地方的分布』Hidezō Tanakadate、1940年11月。 NCID BA39072546。全国書誌番号:22014909。
- 『南方文化施設の接収』時代社〈時代選刊 5〉、1944年4月。 NCID BN02590079。全国書誌番号:46008041 全国書誌番号:60013642。
- 田中館秀三業績刊行会編 編『田中館秀三 業績と追憶』世界文庫、1975年9月。 NCID BN02478818。全国書誌番号:73012802。

#### 共著
- 田中館秀三、富田芳郎、斎藤文雄『東北地方市町村別人口密度表及同密度図解説』斎藤報恩会学術研究総務部〈学術研究報告 4〉、1927年5月。 NCID BN07056927。全国書誌番号:47022792。
- 田中館秀三、猪鹿倉忠俊『水力・石炭・石油』岩波書店〈岩波講座地理学 人文関係諸論〉、1932年6月。 NCID BN14398793。全国書誌番号:46078806。
- 田中館秀三、猪鹿倉忠俊『日本の水力・石炭・石油』岩波書店〈岩波講座地理学 別項〉、1932年12月。 NCID BN14400680。全国書誌番号:46078806。
- 田中館秀三、山口弥一郎『東北地方の経済地理研究』古今書院、1953年7月。 NCID BN07056927。全国書誌番号:53006468。

### 論文
- 「伊太利の火山」『地学雑誌』第30巻第3号、東京地学協会、1918年3月、157-164頁、doi:10.5026/jgeography.30.157、NAID 130000988646。
- 「伊太利の火山」『地学雑誌』第30巻第5号、東京地学協会、1918年5月、273-286頁、doi:10.5026/jgeography.30.273、NAID 130000988785。
- 「北海道本島の火山湖」『地学雑誌』第31巻第7号、東京地学協会、1919年7月、408-416頁、doi:10.5026/jgeography.31.408、NAID 130000981765。
- 「北海道の火山湖」『地学雑誌』第36巻第2号、東京地学協会、1924年2月、79-88頁、doi:10.5026/jgeography.36.79、NAID 130000988190。
- 「関東大地震と海岸の昇降運動（其三）」『地学雑誌』第38巻第4号、東京地学協会、1926年4月、188-201頁、doi:10.5026/jgeography.38.4_188。
- 「関東大地震と海岸の昇降運動（其三）」『地学雑誌』第38巻第6号、東京地学協会、1926年6月、324-329頁、doi:10.5026/jgeography.38.6_324、NAID 130000987457。
- 「阿蘇火山活動の現状（其二）」『地学雑誌』第41巻第6号、東京地学協会、1929年6月、356-363頁、doi:10.5026/jgeography.41.356、NAID 130000986225。
- 「蝦夷富士半月湖附湖水の新分類」『地理学評論』第3巻第9号、日本地理学会、1927年9月、832-843頁、doi:10.4157/grj.3.9_832、NAID 130003566850。
- 「北海道雌阿寒岳鳴動」『地学雑誌』第39巻第10号、東京地学協会、1927年10月、563-577頁、doi:10.5026/jgeography.39.563、NAID 130000987339。
- 「奥丹後地震の際海岸の昇降運動（其二）」『地学雑誌』第39巻第12号、東京地学協会、1927年12月、704-717頁、doi:10.5026/jgeography.39.704、NAID 130000987272。
- 「阿蘇火山最近の活動」『岩石礦物礦床学』第1巻第5号、日本鉱物科学会、1929年5月、215-222頁、doi:10.2465/ganko1929.1.215、NAID 130003727613。
- 「駒ケ岳噴火史料」『岩石礦物礦床学』第3巻第5号、日本鉱物科学会、1930年5月、330-335頁、doi:10.2465/ganko1929.3.330、NAID 130003883452。
- 「瑞典海岸の土地昇降運動に就いて」『地質学雑誌』第39巻第460号、日本地質学会、1932年1月、39-41頁、NAID 110003015375。
- 「北千島新火山島（武富島）噴出に関する蒐集資料」『岩石礦物礦床学』第12巻第6号、日本鉱物科学会、1934年12月、278-290頁、doi:10.2465/ganko1929.12.278、NAID 130003883255。
- 「武富火山島調査概報」『岩石礦物礦床学』第13巻第1号、日本鉱物科学会、1935年1月、1-16頁、doi:10.2465/ganko1929.13.1、NAID 130003883257。
- 「昭和9年度鹿児島県硫黄島附近海中噴火資料（続）」『岩石礦物礦床学』第13巻第6号、日本鉱物科学会、1935年6月、283-288頁、doi:10.2465/ganko1929.13.283、NAID 130003883268。

#### 共著
- 田中舘秀三、山口弥一郎「東北地方に於ける市場圏，市場群及び市場聚落の発達」『地理学評論』第18巻第5号、日本地理学会、1942年5月、376-398頁、doi:10.4157/grj.18.376、NAID 130003566270。
- 田中舘秀三、山口弥一郎「東北地方に於ける市場圏，市場群及び市場聚落の発達（2）」『地理学評論』第18巻第6号、日本地理学会、1942年6月、488-509頁、doi:10.4157/grj.18.488、NAID 130003566275。